# Wölsung

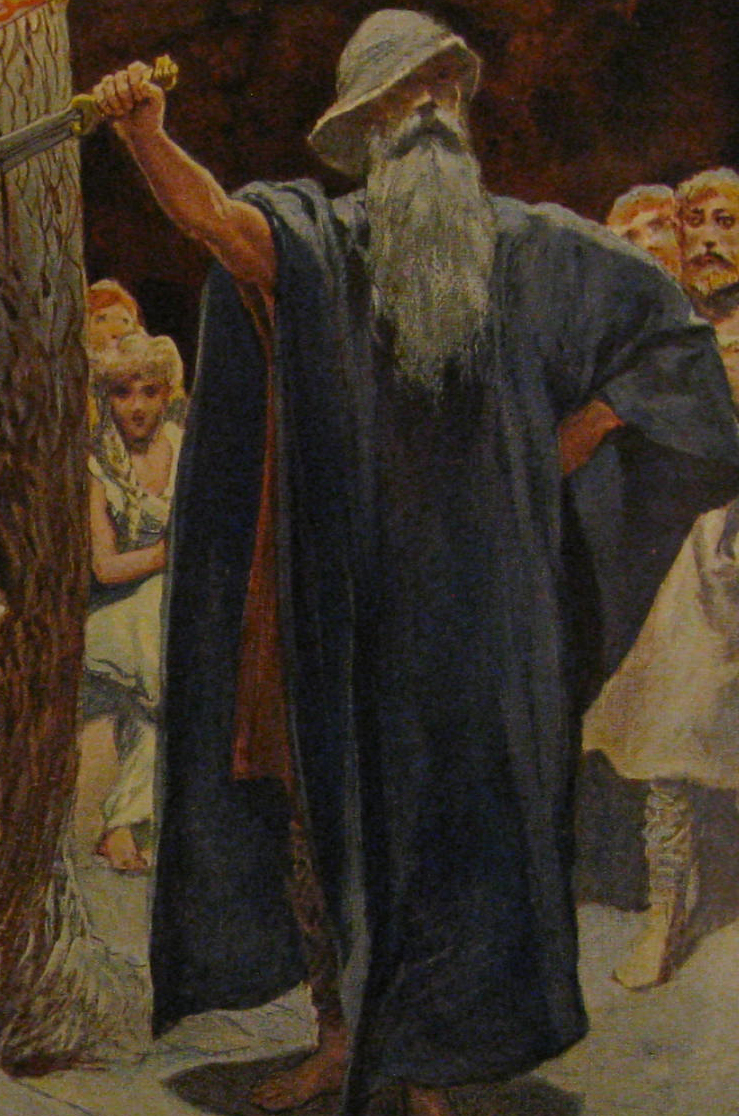
Odin in Wölsungs Halle (Gemälde von 1905)

Wölsung (auch Wälsung oder Völsung, altnordisch Vǫlsungr) ist eine mythologische Gestalt aus dem nordischen Sagenkreis. Die umfänglich wichtigste Quelle über seine Herkunft und Taten ist die in der zweiten Hälfte des 13. Jahrhunderts aus hauptsächlich eddischen Traditionen kompilierte Vǫlsunga saga, deren vollständige Überlieferung in der um 1400 datierten Pergamenthandschrift Ny kgl. Saml. 1824 b 4to enthalten ist. 

## Herkunft und literarische Biografie
Wölsung war der Sohn von Rerir, Enkel von Sigi (Odins Sohn) und der Begründer des Geschlechtes der Wölsungen. Er war vermählt mit Hljǫd(r), Tochter des Riesen Hrimnir. Ihre Kinder Sigmund und seine Schwester Signy waren Zwillinge und die ältesten. Danach hatten die Eheleute noch neun Söhne. 

### Leben
Er baute für sich eine Halle, in deren Mitte eine mächtige Eiche wuchs, die aus dem Samen eines Apfels entstanden sein soll – offenbar eine Huldigung an jenen Apfel aus dem Brautwerbungsritual, der einst von Hljǫd im Auftrag ihres Vaters Hrimnir an Rerir, den Vater von Wölsung, überbracht worden war.
Wölsung war ein König von Hunaland.

### Vermählung seiner Tochter Signy
Siggeir, der König von Gautland (möglicherweise Gotland), hielt um die Hand Signys an, die jedoch wenig Neigung zu dieser Verbindung zeigte. Die Vermählung wurde aber dennoch beschlossen. Während der Hochzeit erschien plötzlich ein Fremder, ein hochgewachsener alter Mann mit nur einem Auge. Er war Odin selbst, ging zum Apfelbaum, nahm ein Schwert und hieb die Klinge in den Stamm. Dann verkündete er, dass dieses Schwert dem Manne bestimmt sei, der es aus dem Stamm wieder hervorziehen könne, und verschwand. Jeder Gast versuchte, die Klinge aus dem Baum zu ziehen, aber nur Sigmund gelang dies mühelos. Die Klinge wurde Gram genannt. Siggeir, sein Schwager, bot dreimal für das Schwert sein Gewicht in Gold, aber Sigmund lehnte ab. Dieses verärgerte Siggeir sehr, der am nächsten Tag wieder nach Hause fuhr und auf Rache sann.

### Tod
Drei Monate später wurden Wölsung und seine Söhne eingeladen, um von Siggeir festlich bewirtet zu werden. Signy erwartete sie und warnte, dass Siggeir sie hinterhältig überfallen wolle. Die Wölsungen wiesen die Warnung zurück. Sie wurden durch die Gautländer überfallen, Wölsung fiel im Kampf, seine 10 Söhne wurden gefangen genommen und zum Sterben in den Wald gelegt. Alle bis auf Sigmund wurden von einer Elchkuh zu Tode gebissen.
Durch eine List und mit Hilfe eines Zaubers brachte Signy als Völva ihren Bruder Sigmund dazu, mit ihr ein Kind zu zeugen, den Knaben Sinfiötli. Diese beiden nahmen, als Sinfiötli zum Mann herangewachsen war, Rache am König von Gautland und kehrten später nach Hunaland zurück.

## Ausgaben
- Paul Herrmann, Ulf Diedrichs (Hrsg.): Nordische Nibelungen: die Sagas von den Völsungen, von Ragnar Lodbrok und Hrolf Kraki. Köln 1993.
- Die Saga von den Völsungen. In: Thule - Altnordische Dichtungen und Prosa, 21. Band: Isländische Heldenromane.